# لوحة مركبات

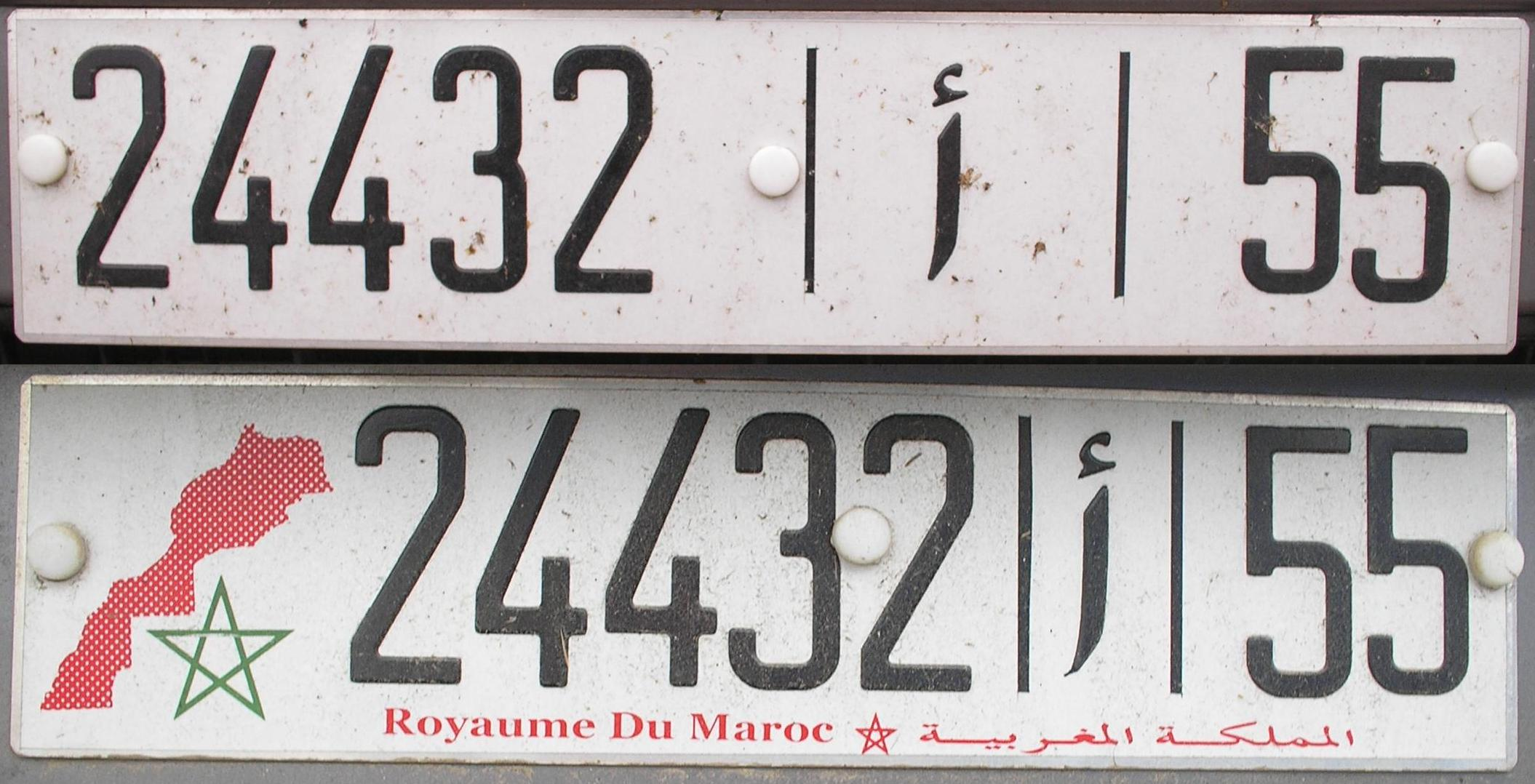
لوحات تسجيل المركبات في المغرب.

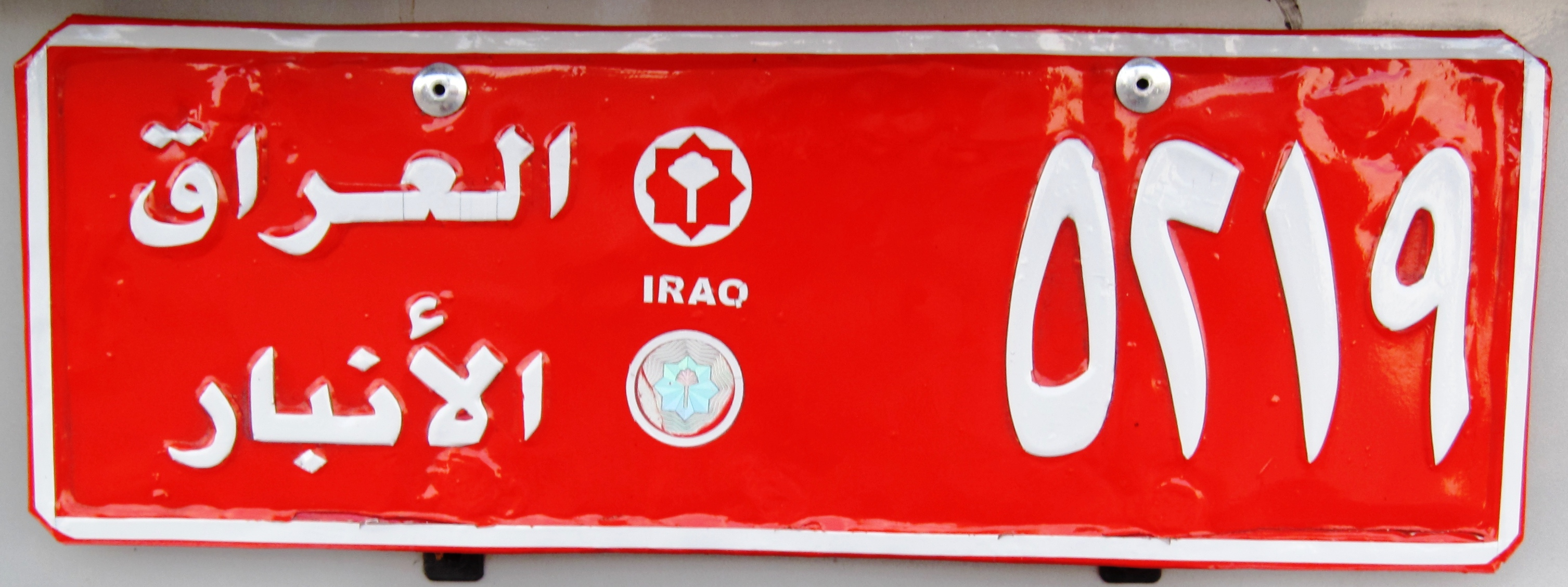
لوحة تسجيل المركبات في العراق.

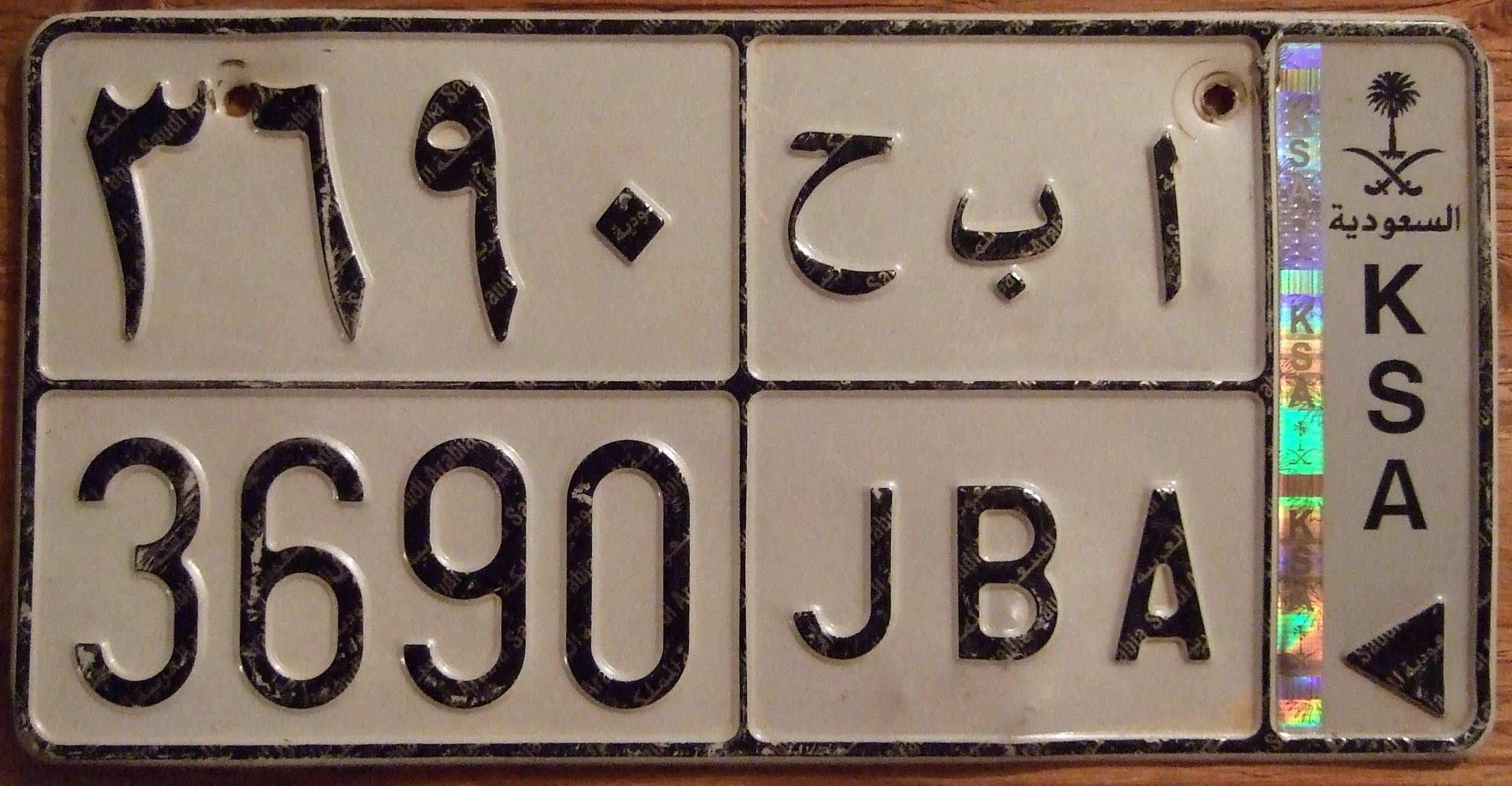
لوحة تسجيل المركبات في السعودية

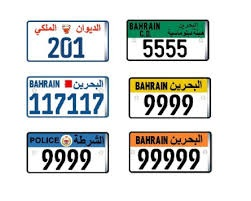
لوحة تسجيل المركبات في البحرين

لوحة تسجيل المركبات هي لوحة معدنية (منجمية) أو بلاستيكية توضع في مقدمة ومؤخرة السيارة لأغراض تحديد الهوية الرسمية للسيارة. تحمل لوحة تسجيل السيارة سلسلة من الأرقام والحروف الغرض منها تحديد هوية السيارة داخل منطقة إصدار قاعدة بيانات محددة.

## لمحة تاريخية
ظهرت لوحات تسجيل السيارات منذ ظهور السيارات نفسها وبعد التحول من استخدام الخيول إلى السيارات، أي ما بين عامي 1890 و1910. كانت فرنسا أول من اصدر لوحة تسجيل السيارة عام 1893 تبعتها ألمانيا عام 1896. كانت هولندا أول بلد يصدر نظاما وطنيا للوحات تسجيل السيارات عام 1898.
في أمريكا كانت ولاية نيويورك أول ولاية أمريكية تصدر لوحات تسجيل سيارات عام 1901, تبعتها في ذلك كل من ولاية ماساتشوستس وفيرجينيا الغربية عام 1903.